# علم البيئة الوراثية

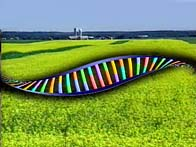
يندمج علم البيئة وعلم الوراثة لدراسة النقل الجيني وأسبابه

علم البيئة الوراثية هو دراسة الاستقرار والتعبير عن المواد الوراثية المختلفة داخل الأوساط اللاأحيائية. عادةً، لا يُفكَّرُ في البيانات الوراثية خارج أي كائن حي باستثناء الطب الشرعي الجنائي. ومع ذلك، فإن المادة الوراثية لديها القدرة على تناولها من قبل الكائنات الحية المختلفة الموجودة داخل وسط لاأحيائي من خلال التحولات الطبيعية التي قد تحدث. وبالتالي، يركز مجال الدراسة هذا على التفاعل والتبادل والتعبير عن المواد الوراثية التي قد لا تتقاسمها الأنواع لو لم تكن في نفس البيئة.

## تاريخ
كان إي بي فورد أول عالم وراثة يبدأ العمل في هذا المجال من الدراسة. عمل إي بي فورد في الغالب خلال خمسينيات القرن العشرين واشتهر بعمله مع مانيولا جورتينا ونشر كتابًا بعنوان علم الوراثة البيئية.
عام 1975. لم يكن هذا النوع من الدراسات البيولوجية التطورية ممكنًا إلا بعد تصميم الفصل الكهربائي الهلامي عام 1937. قبل ذلك، لم تكن هناك طريقة إنتاجية عالية لتحليل الحمض النووي. بدأ هذا المجال من الدراسة ليصبح أكثر شعبية بعد ثمانينيات القرن العشرين مع تطوير تفاعل البوليمراز المتسلسل والرحلان الكهربائي باستخدام عديد الأكريلاميد (ص 1967). باستخدام هذه التقنية، يمكن تسلسل أجزاء من الحمض النووي وتضخيمها وإنتاج البروتينات باستخدام التحولات البكتيرية. يمكن تحليل المادة الوراثية جنبًا إلى جنب مع البروتينات ويمكن إنشاء أشجار تطورية أكثر صحة.
منذ بحث إي بي فورد، واصل العديد من علماء البيئة الوراثية الآخرين الدراسة في مجال البيئة الوراثية مثل بي تي هانفورد ألينا فون ثادن، وغيرها الكثير.

## نقل الجينات
قد تنتقل المعلومات الجينية عبر النظام البيئي بطرق متعددة. أولها، على أصغر نطاق، هو نقل الجينات البكتيرية. البكتيريا لديها القدرة على تبادل الحمض النووي. قد يوفر تبادل الحمض النووي هذا، أو النقل الأفقي للجينات، لأنواع مختلفة من البكتيريا المعلومات الوراثية التي تحتاجها للبقاء على قيد الحياة في بيئة ما. هذا يمكن أن يساعد العديد من الأنواع البكتيرية على البقاء على قيد الحياة داخل البيئة. حدث مماثل لديه القدرة على الحدوث بين النباتات والبكتيريا. على سبيل المثال، اجروباكتريوم توميفاسيانز لديه القدرة على إدخال الجينات في النباتات للتسبب في تطور مرض غال. يحدث هذا من خلال النقل الجيني بين اجروباكتريوم توميفاسيانز وبين النبات المعني.
في الواقع، يحدث حدث مماثل في كل مرة تحدث فيها العدوى الفيروسية داخل الكائنات الحية. تتطلب الفيروسات، سواء كانت فيروسات إيجابية أو سلبية، كائنًا حيًا لتكرار جيناتها وإنتاج المزيد من الفيروسات. بمجرد أن يكون الفيروس داخل كائن حي، فإنه يستخدم البلمرة والريبوسومات والجزيئات الحيوية الأخرى لتكرار مادته الوراثية وإنتاج المزيد من المواد الوراثية للفيروس المشابهة للفيروس الأصلي. وبالتالي، قد يحدث نقل الجينات من خلال العديد من الوسائل المختلفة. وبالتالي، فإن دراسة هذا النقل الجيني في جميع أنحاء كل نظام بيئي، سواء كان ذلك من خلال نظام بيئي بكتيري أو من خلال النظام البيئي للكائن الحي، فإن علم البيئة الوراثية هو دراسة هذا النقل الجيني وأسبابه.